# Reyn (unité)
Pour les articles homonymes, voir Reyn.
Le reyn est une unité anglo-saxonne de viscosité dynamique, valant une livre-force seconde par pouce carré :
1 reyn ≈ 6 894,757 Pa s.
Cette unité appartient au système foot–pound–second (en) (FPS).
Le nom de cette unité honore le physicien britannique Osborne Reynolds (comme le nombre de Reynolds Re).